# Красноголовый момот
Красноголовый момот (лат. Baryphthengus ruficapillus) — вид птиц семейства момотовых.
Вид распространён на юге Бразилии, востоке Парагвая и севере Аргентины. Обитает в тропических и субтропических влажных лесах.
Птица длиной 38—44 см. Тело стройное. Лапы тонкие и короткие. Клюв крепкий, с зазубринами, чёрного цвета. Оперение зелёного цвета. Верх головы рыжий. Лицевая маска чёрная. Грудь оранжевая. Хвост длинный. Два средних пера хвоста длинные и в середине имеют голый остов, так что на концах перьев образуются овалы, похожие на ракетки.
Живёт под пологом дождевого леса. Питается насекомыми, мелкими позвоночными, реже мелкими плодами. Гнездо обустраивает в дуплах деревьев. В кладке два белых яйца.